# Fingers Up
Fingers Up je moravský hudební festival, který pořádá od roku 2011 v prostředí Městských sadů a Morava Campu v Mohelnici (okres Šumperk) společnost Kultura a volný čas Mohelnice, nezisková o.p.s. Mezi hudební skupiny zde v minulosti vystoupily, patří The Wombats, Kensington nebo MØ, Tata Bojs nebo David Koller. Festival každoročně navštíví přibližně 4 tisíce návštěvníků za den.[zdroj?] Od prvního ročníku organizátoři festivalu spolupracují s mohelnickým závodem Siemens, který tuto kulturní akci podporuje.

## Místo konání
Festival se koná v Morava Campu v Mohelnici. Zázemí kempu návštěvníkům festivalu nabízí několik variant ubytování: motel, chatky a stany. K dispozici je zrekonstruované venkovní koupaliště, hřiště na beach volejbal či restaurace.

## Jednotlivé ročníky

### 2011
První ročník festivalu se konal v roce 2011 a zahráli si na něm především čeští umělci. V Mohelnici vystoupily kapely Wohnout, Stracené ráj, Lety mimo, Zelené zlato, City Of Autumn, Punk Floid nebo 380V. Podle statistiky návštěvnosti, kterou si vedou organizátoři, se festivalu zúčastnilo sedm set návštěvníků.[zdroj?]

### 2012
V rámci druhého ročníku, který se konal 21. 7. 2012, se představila česká indie rocková kapela Sunshine spolu s interprety jako Support Lesbiens, Buty, Charlie Straight, Airfare, Sabrage, Clue nebo Trubadoors. Druhý ročník zaznamenal trojnásobný nárůst počtu návštěvníků.[zdroj?] Do Městských sadů dorazilo, dle vyjádření organizátorů, 2 200 lidí.

### 2013
V roce 2013 se konal Fingers Up potřetí, a to v sobotu 20. 7. 2013. Vystoupili zde interpreti jako Celeste Buckingham (finalistka soutěže Česko Slovenská Superstar), Vypsaná fiXa, No Name, Tři sestry, Sto zvířat, Rybičky 48 nebo Velmi krátké vlny. I tentokrát návštěvnost vzrostla.[zdroj?] Třetí ročník navštívilo 2 800 hudebních fanoušků.

### 2014
Do svého čtvrtého ročníku vkročil Fingers Up v sobotu 19. 7. 2014 a v Městských sadech poprvé vznikly dvě hudební scény. I areál byl o něco větší než v předchozích letech. Na hlavní scéně se objevili hudebníci David Koller, Iné Kafe, Wohnout, Desmod, Portless, Xindl X, Martin Harich a Punk Floid. Na menší alternativní scéně vystoupili No Distance Paradise, Denet, Cartisss, 4 WD, Dextrade, Aivn’s Naked Trio a Narcotic Fields. Čtvrtý ročník navštívilo přibližně 3 tisíce návštěvníků.[zdroj?]

### 2015
Pátý ročník do Mohelnice přivezl řadu zahraničních interpretů: dánskou zpěvačku MØ, britskou indie-rockovou kapelu The Wombats, německé Pool nebo britské Fickle Friends. Z českých skupin se na festivalu představili třeba Prago Union, Vypsaná fixa nebo Rybičky 48. Poprvé byl festival dvoudenní a konal se ve dnech 7. a 8. srpna 2015.
V roce 2015 došlo ke změnám v koncepci a festival byl rozšířen na pět oblastí: Music, Gastro, Fashion, Art a Sport. V oblasti Music vystupovaly malé i velké indie rockové kapely z Evropy. Pod pojmem Gastro vznikla festivalová zóna zaměřená na fast food ze surovin z lokálních zdrojů. V areálu festivalu nově vyrostla také Fashion zóna, ve které dostali umělci možnost nabídnout návštěvníkům festivalu své výrobky - především oblečení a šperky. Sekce Art se prolnula celým festivalem. Pasivně v podobě dekorací, aktivně pak prostřednictvím workshopů či autorských čtení. Oblast Sport nabízela návštěvníkům možnost vyzkoušet různé aktivity a sporty, například americký fotbal, skateboarding na rampě, chůzi po slackline nebo třeba pole dance.[zdroj?] 

### 2016
Na šestém ročníku festivalu, který proběhl 8. a 9. července 2016, se ukázaly kapely Swim Deep, Pleasure House, KAMP! nebo My Baby. Klára Vytisková zde představila svůj projekt KLARA. Z českých skupin na festivalu dále vystoupili Tata Bojs, PSH, Voodooyoudo, VR/Nobody, No Distance Paradise či LUNO a dýdžejové Kay, Alyaz, WZ nebo Chef3000.

### 2017
Posedmé festival představil interprety indie a alternativní hudby. 30. 6. a 1. 7. 2017 zde vystoupili Priessnitz, Desmod, Zrní, Lake Malawi, Vera Jonas Experiment, Big Mountain County, Vladimir 518 a další.